# Christopher Lloyd
Christopher Allen Lloyd (Stamford, 22 de outubro de 1938) é um ator, dublador e comediante estadunidense. Lloyd tem um grande histórico em filmes e em dublagem, e é especialmente conhecido pelo papel do Doutor ('Dr.') Emmett Brown na trilogia Back to the Future. Ele ganhou notoriedade ao interpretar o personagem Jim Ignatowski na série Taxi (1978-1983), pelo qual ganhou dois prêmios Emmy.
Lloyd também interpretou os vilões Juiz Doom em Who Framed Roger Rabbit (1988) e Switchblade Sam em Dennis the Menace (1993), além do tio Fester Addams (Chico/Funéreo) na versão cinematográfica de A Família Addams (1991) e sua sequência de 1993.

## Filmografia

### Filmes
| Ano  | Título original                                            | Título em português                                                                    | Papel                                   | Notas                                    |
| ---- | ---------------------------------------------------------- | -------------------------------------------------------------------------------------- | --------------------------------------- | ---------------------------------------- |
| 1975 | One Flew Over the Cuckoo's Nest                            | br: Um Estranho no Ninho pt: Voando sobre um Ninho de Cucos                            | Max Taber                               |                                          |
| 1978 | Goin' South                                                | br: Com a Corda no Pescoço                                                             | Deputy Towfield                         |                                          |
| 1978 | Taxi (TV)                                                  |                                                                                        | Reverendo Jim Ignatowski                |                                          |
| 1978 | Three Warriors                                             |                                                                                        | Steve Chaffey                           |                                          |
| 1979 | The Onion Field                                            | br: Assassinato a Sangue Frio                                                          | Advogado de porta de cadeia             |                                          |
| 1979 | The Lady in Red                                            |                                                                                        | Frognose                                |                                          |
| 1981 | The Legend of the Lone Ranger                              |                                                                                        | Major Bartholomew 'Butch' Cavendish     |                                          |
| 1983 | Mr. Mom                                                    |                                                                                        | Larry                                   |                                          |
| 1983 | To Be or Not to Be                                         |                                                                                        | S.S. Captain Schultz                    |                                          |
| 1984 | Star Trek III: The Search for Spock                        | br: Jornada nas Estrelas III - À Procura de Spock                                      | Comandante Kruge                        |                                          |
| 1984 | The Adventures of Buckaroo Banzai Across the 8th Dimension | br: As Aventuras de Buckaroo Banzai                                                    | John Bigboote'                          |                                          |
| 1985 | Street Hawk                                                | br: Moto Laser                                                                         | Anthony Corrido                         | Episódio "Piloto"                        |
| 1985 | Back to the Future                                         | br: De Volta para o Futuro pt: Regresso ao Futuro                                      | Doutor Emmett "Dr." Brown               |                                          |
| 1985 | Clue                                                       | br: Os Sete Suspeitos                                                                  | Professor Plum                          |                                          |
| 1986 | Miracles                                                   | br: Um Divórcio Complicado                                                             | Harry                                   |                                          |
| 1987 | Walk Like a Man                                            | br: Um Lobo na Família                                                                 | Reggie Shand / Henry Shand              |                                          |
| 1988 | Track 29                                                   | br: Passatempo Mortal                                                                  | Henry Henry                             |                                          |
| 1988 | Eight Men Out                                              | br: Fora da Jogada                                                                     | Bill Burns                              |                                          |
| 1988 | Who Framed Roger Rabbit                                    | br: Uma Cilada para Roger Rabbit pt: Quem Tramou Roger Rabbit?                         | Juiz Doom                               |                                          |
| 1989 | The Dream Team                                             | br: De Médico e Louco Todo Mundo Tem um Pouco                                          | Henry Sikorsky                          |                                          |
| 1989 | Back to the Future II                                      | br: De Volta para o Futuro II pt: Regresso ao Futuro II                                | Doutor Emmett "Dr." Brown               |                                          |
| 1990 | Back to the Future III                                     | br: De Volta para o Futuro III pt: Regresso ao Futuro III                              | Doutor Emmett "Dr." Brown               |                                          |
| 1990 | DuckTales the Movie: Treasure of the Lost Lamp             | Duck Tales o filme: o tesouro da lâmpada perdida                                       | Merlock, o Mágico                       | Dublagem                                 |
| 1991 | Suburban Commando                                          | br: Comando Suburbano                                                                  | Charlie Wilcox                          |                                          |
| 1991 | The Addams Family                                          | br/pt: A Família Addams                                                                | Fester Addams / Gordon Craven           |                                          |
| 1992 | Amazing Stories: Book Two (TV)                             |                                                                                        | Professor B.O. Beanes                   |                                          |
| 1992 | T bone 'N' Weasel                                          | br: T Bone & Weasel - Uma Dupla Atrapalhada                                            | William 'Weasel' Weasler                |                                          |
| 1992 | Dead Ahead: The Exxon Valdez Disaster                      |                                                                                        | Frank Iarossi                           |                                          |
| 1993 | Dennis the Menace                                          | br: Dênis, o Pimentinha                                                                | Switchblade Sam                         |                                          |
| 1993 | Addams Family Values                                       | br/pt: A Família Addams 2                                                              | Tio Fester Addams                       |                                          |
| 1993 | Twenty Bucks                                               | br: Em Busca do Dólar                                                                  | Jimmy                                   |                                          |
| 1994 | Angels in the Outfield                                     | br: Os Anjos Entram em Campo                                                           | Al "The Boss" Angel                     |                                          |
| 1994 | Camp Nowhere                                               | br: Férias em Alto-Astral                                                              | Dennis Van Welker                       |                                          |
| 1994 | The Pagemaster                                             | br: Pagemaster - O Mestre da Fantasia                                                  | Sr. Dewey / The Pagemaster              |                                          |
| 1994 | In Search of Dr. Seuss                                     | br: Em Busca do Dr. Seuss                                                              | Mr. Hunch                               |                                          |
| 1994 | Radioland Murders                                          | br: Assassinatos na Rádio WBN                                                          | Zoltan: engenheiro de som excêntrico    |                                          |
| 1995 | Rent-a-Kid                                                 | br: Aluga-se um Garoto                                                                 | Lawrence 'Larry' Kayvey                 |                                          |
| 1995 | Deadly Games                                               | br: Combate Mortal                                                                     | Jordan Kenneth Lloyd / Sebastian Jackal |                                          |
| 1995 | Things to Do in Denver When You're Dead                    | br: Coisas para Fazer em Denver Quando Você Está Morto                                 | Pieces                                  |                                          |
| 1996 | Cadillac Ranch                                             |                                                                                        | Wood Grimes                             |                                          |
| 1997 | Quicksilver Highway                                        | br: A Maldição de Quicksilver                                                          | Aaron Quicksilver                       |                                          |
| 1997 | Anastasia                                                  |                                                                                        | Grigori Rasputin                        |                                          |
| 1997 | Angels in the Endzone                                      |                                                                                        | Al "The Boss" Angel                     |                                          |
| 1997 | The Real Blonde                                            | br: Uma Loira de Verdade                                                               | Ernst                                   |                                          |
| 1999 | My Favorite Martian                                        | br: Meu Marciano Favorito pt: O Meu Marciano Favorito                                  | Tio Martin                              |                                          |
| 1999 | Alice in Wonderland                                        | br/pt: Alice no País das Maravilhas                                                    | O Cavaleiro Branco                      |                                          |
| 1999 | Baby Geniuses                                              | br: Bebês Geniais                                                                      | Heep                                    |                                          |
| 1999 | Man on the Moon                                            | br: O Mundo de Andy pt: Homem na Lua                                                   | Ator no set de Taxi                     |                                          |
| 1999 | It Came From the Sky                                       |                                                                                        | Jarvis Moody                            |                                          |
| 2001 | Wit                                                        | br: Uma Lição de Vida                                                                  | Dr. Harvey Kelekian                     |                                          |
| 2001 | When Good Ghouls Go Bad                                    |                                                                                        | Tio Fred Walker                         |                                          |
| 2001 | Kids World                                                 |                                                                                        | Leo                                     |                                          |
| 2002 | Interstate 60                                              | br: Viagem sem Destino                                                                 | Ray                                     |                                          |
| 2002 | Wish You Were Dead                                         |                                                                                        | Bruce                                   |                                          |
| 2002 | Hey Arnold!: The Movie                                     |                                                                                        | Legista da cidade de Hillwood           |                                          |
| 2002 | Cyberchase                                                 |                                                                                        | Hacker                                  |                                          |
| 2003 | Haunted Lighthouse                                         |                                                                                        | Cap'n Jack                              |                                          |
| 2003 | Tremors (TV)                                               | br: O Ataque dos Vermes Malditos: À Sériept: Palpitações a Série                       | Dr. Cletus Poffenberger                 | 3 episódios                              |
| 2004 | I Dream (TV)                                               |                                                                                        | Prof. Toone                             |                                          |
| 2004 | Admissions                                                 |                                                                                        | Stewart Worthy                          |                                          |
| 2005 | King of the Hill (TV)                                      | br: O Rei do Pedaço                                                                    | Smitty (voz)                            | Episódio: "Care-Takin' Care of Business" |
| 2005 | The West Wing (TV)                                         | br: Nos Bastidores do Poder pt: Os Homens do Presidente                                | Prof. Lawrence Lessig                   | Episódio: "The Wake Up Call"             |
| 2005 | Stacked (TV)                                               |                                                                                        | Professor Harold March                  | 19 episódios                             |
| 2005 | Here Comes Peter Cottontail: The Movie                     |                                                                                        | Seymour S. Sassafrass                   |                                          |
| 2005 | Bad Girls From Valley High                                 |                                                                                        | Sr. Chauncey                            |                                          |
| 2006 | A Perfect Day                                              | br: Um Dia Perfeito                                                                    | Michael                                 |                                          |
| 2006 | Masters of Horror (TV)                                     | br: Mestres do Horror                                                                  | Everett Neely                           | Episódio: "Valerie on the Stairs"        |
| 2007 | Numb3rs (TV)                                               |                                                                                        | Ross Moore                              | Episódio: "Graphic"                      |
| 2007 | Law & Order: Criminal Intent (TV)                          | br: Lei e Ordem: Crimes Premeditados pt: Lei & Ordem: Intenções Criminosas             | Carmine                                 | 17º Episódio da 7ª Temporada             |
| 2007 | Fly Me to the Moon                                         |                                                                                        | Vovô                                    |                                          |
| 2007 | The Tale of Despereaux                                     |                                                                                        | Hovis                                   |                                          |
| 2009 | Meteor (TV)                                                |                                                                                        | Dr. Lehman                              | 2 episódios                              |
| 2009 | Knights of the Bloodsteel (TV)                             |                                                                                        | Tesselink                               | 2 episódios                              |
| 2009 | Call of the Wild                                           | br: Buck - Meu Adorável Cão Selvagem                                                   | 'Vô' Bill Hale                          |                                          |
| 2009 | Foodfight!                                                 | br: A Guerra Das Comidas                                                               | Mr. Clipboard                           |                                          |
| 2009 | Snowmen                                                    | br: O Sentido da Vida                                                                  | Zelador                                 |                                          |
| 2009 | Santa Buddies                                              |                                                                                        | Stan Cruge                              |                                          |
| 2010 | Chuck (TV)                                                 |                                                                                        | Dr. Dreyfus                             | 16° Episódio da 3ª Temporada             |
| 2010 | Piranha 3D                                                 |                                                                                        | Dr. Henry Goodman                       |                                          |
| 2011 | Fringe (TV)                                                | br: Fronteiras                                                                         | Roscoe Joyce                            | 10° Episódio da 3ª Temporada             |
| 2011 | The Witches of Oz                                          | br: As Bruxas de Oz                                                                    | Mágico de Oz                            |                                          |
| 2012 | Piranha 3DD                                                |                                                                                        | Dr. Henry Goodman                       |                                          |
| 2013 | Raising Hope (TV)                                          |                                                                                        | Banqueiro                               | 11º Episódio da 3ª Temporada             |
| 2013 | Psych                                                      | br: Psych - Agentes Especiais                                                          | Martin Kahn                             | Episódio: "100 Clues"                    |
| 2014 | The Michael J. Fox Show                                    | br: O Show de Michael J. Fox pt: Michael J. Fox                                        | Diretor McTavish                        | Episódio: "Health"                       |
| 2014 | Sin City: A Dame to Kill For                               | br: Sin City 2: A Dama Fatal pt: Sin City: Mulher Fatal                                | Kroenig                                 |                                          |
| 2014 | Blood Lake: Attack of the Killer Lampreys                  | br: Lampreias ao Ataque                                                                | Mayor Akerman                           |                                          |
| 2014 | A Million Ways to Die in the West                          | br: Um Milhão de Maneiras de Pegar na Pistola pt: Mil e Uma Maneiras de Bater as Botas | Doctor Emmett "Doc" Brown               |                                          |
| 2014 | Over the Garden Wall                                       | br: O Segredo Além do Jardim pt: Para Lá do Jardim                                     | Lenhador (voz)                          | 4 episódios                              |
| 2015 | Just In Time For Christmas                                 | br: Bem A Tempo Para O Natal                                                           | Vovô Bob                                |                                          |
| 2015 | The Simpsons                                               | br/pt: Os Simpsons                                                                     | Reverendo Jim Ignatowski                | 14º Episódio da 26ª temporada            |
| 2016 | I Am Not a Serial Killer                                   | br: Eu Não Sou Um Serial Killer                                                        | Crowley                                 |                                          |
| 2016 | The Big Bang Theory (TV)                                   | br: Big Bang: A Teoria pt: A Teoria do Big Bang                                        | Theodore (participação especial)        | 10º Episódio da 10ª temporada            |
| 2018 | A Million Little Things (TV)                               | br: Um Milhão de Coisas                                                                |                                         | 9º Episódio da 5ª Temporada              |
| 2017 | 12 Monkeys (TV)                                            | br: Os 12 Macacos                                                                      | Zalmon Shaw                             | 3º Temporada                             |
| 2017 | Going in Style                                             | br: Despedida em Grande Estilo pt: Ladrões Com Muito Estilo                            | Milton Kupchak                          |                                          |
| 2018 | Boundaries                                                 | br: Limites                                                                            | Stanley                                 |                                          |
| 2018 | Roseanne                                                   |                                                                                        | Lou                                     | Episódio: "No Country for Old Women"     |
| 2019 | Big City Greens                                            | br: Os Vizinhos Green pt: Os Green na Cidade Grande                                    | Santa Claus/Papai Noel                  | 4º Episódio da 2ª Temporada              |
| 2020 | NCIS                                                       | br: NCIS – Investigação Naval pt: Investigação Criminal                                | Joseph Smith "Joe"                      | Episódio: "The Arizona"                  |
| 2021 | Nobody                                                     | br: Anônimo                                                                            | David Mansell                           |                                          |
| 2023 | The Mandalorian (TV)                                       |                                                                                        | Comissário Helgait                      | 6º Episódio da 3ª Temporada              |
| 2023 | Camp Hideout                                               | br: Escondido no Acampamento                                                           | Falco                                   |                                          |

### Videogame
| Ano       | Título                                      | Personagem                   |
| --------- | ------------------------------------------- | ---------------------------- |
| 1990      | Back To The Future... The Pinball           | Dr. Emmett "Doc" Brown (voz) |
| 1994      | Rescue the Scientists                       | Tenente Jack Tempus (voz)    |
| 1996      | Toonstruck                                  | Drew Blanc (voz)             |
| 2006      | Back to the Future Video Slots              | Dr. Emmett "Doc" Brown (voz) |
| 2010–2011 | Back to the Future: The Game                | Dr. Emmett "Doc" Brown (voz) |
| 2013      | Back to the Future Back in Time Video Slots | Dr. Emmett "Doc" Brown (voz) |
| 2015      | Lego Dimensions                             | Dr. Emmett "Doc" Brown (voz) |
| 2015      | King's Quest (2015)                         | Rei Graham idoso             |
| 2020      | Kingdom Hearts III Re:Mind                  | Master Xehanort (voz)        |
| 2020      | Kingdom Hearts: Melody of Memory            | Master Xehanort (voz)        |

## Prêmios e indicações
| Ano     | Prêmio                                         | Categoria                                            | Papel / Produção                            | Resultado |
| ------- | ---------------------------------------------- | ---------------------------------------------------- | ------------------------------------------- | --------- |
| 1972–73 | Obie Award                                     | Um dos 12 participantes com "performances distintas" |                                             | Venceu    |
| 1973    | Drama Desk Award                               | Melhor Performance                                   | Kaspar                                      | Venceu    |
| 1982    | Primetime Emmy Award                           | Melhor Ator Coadjuvante em Série de Comédia          | Taxi                                        | Venceu    |
| 1983    | Primetime Emmy Award                           | Melhor Ator Coadjuvante em Série de Comédia          | Taxi                                        | Venceu    |
| 1986    | Prêmio Saturno                                 | Melhor Ator Coadjuvante                              | Back to the Future                          | Indicado  |
| 1990    | Prêmio Saturno                                 | Melhor Ator Coadjuvante                              | Who Framed Roger Rabbit                     | Indicado  |
| 1992    | Primetime Emmy Award                           | Melhor Ator em Série Dramática                       | Road to Avonlea                             | Venceu    |
| 1994    | Independent Spirit Awards                      | Melhor Ator Coadjuvante                              | Twenty Bucks                                | Venceu    |
| 2008    | Daytime Emmy Awards                            | Melhor Ator de Voz em um Programa de Animação        | Cyberchase                                  | Indicado  |
| 2013    | Golden Raspberry Awards                        | Framboesa de Ouro de Pior Dupla ou Elenco            | The Oogieloves in the Big Balloon Adventure | Indicado  |
| 2015    | Daytime Emmy Awards                            | Melhor Artista de Voz em um Programa de Animação     | Cyberchase                                  | Indicado  |
| 2016    | British Independent Film Awards                | Prêmio BIFA de Melhor Ator Coadjuvante               | I Am Not a Serial Killer                    | Indicado  |
| 2017    | National Academy of Video Game Trade Reviewers | Performance em uma comédia, líder                    | King's Quest Chapter V: The Good Knight     | Venceu    |